# Jiuguo
Jiuguo (xinès tradicional: 酒國, xinès simplificat: 酒国, pinyin: Jiǔguó, traduïble com El país del licor o El país del vi) és una obra de Mo Yan que ha estat considerada un relat hipnòtic. La novel·la narra les actuacions de l'inspector Ding Gou'er a la República del Vi, territori de la Xina on es produeix un vi i uns licors excel·lents. Ha d'investigar si és cert que les jerarquies locals practiquen el canibalisme menjant carn de nen. Apareixen personatges inversemblants i extraordinaris. La narració es desenvolupa mitjançant tres eixos: el d'un narrador (Mo Yan), la correspondència entre Mo Yan i un admirador seu (Li Yidou, doctor en Vi i licors) i, finalment, un conjunt de relats de Li Yidou que aquest envia a Mo Yan amb l'esperança que li ajudi a publicar-los.
En aquesta obra, Mo Yan, rendeix un homenatge a l'“Ulisses de James Joyce i, també, demostra un profund coneixement de Franz Kafka.
La novel·la fou publicada a Taiwan amb el títol de Jiu Guo, 酒国, traducció literal:“El país de l'alcohol”. L'autor la va començar a escriure-la el 1989..”